# Tofsfotad lövmätare
Tofsfotad lövmätare (Idaea biselata) är en fjärilsart som beskrevs av Johann Siegfried Hufnagel 1767. Tofsfotad lövmätare ingår i släktet Idaea och familjen mätare, Geometridae. Arten är reproducerande i Sverige. En underart finns listad i Catalogue of Life, Idaea biselata extincta Staudinger, 1897.

## Bildgalleri

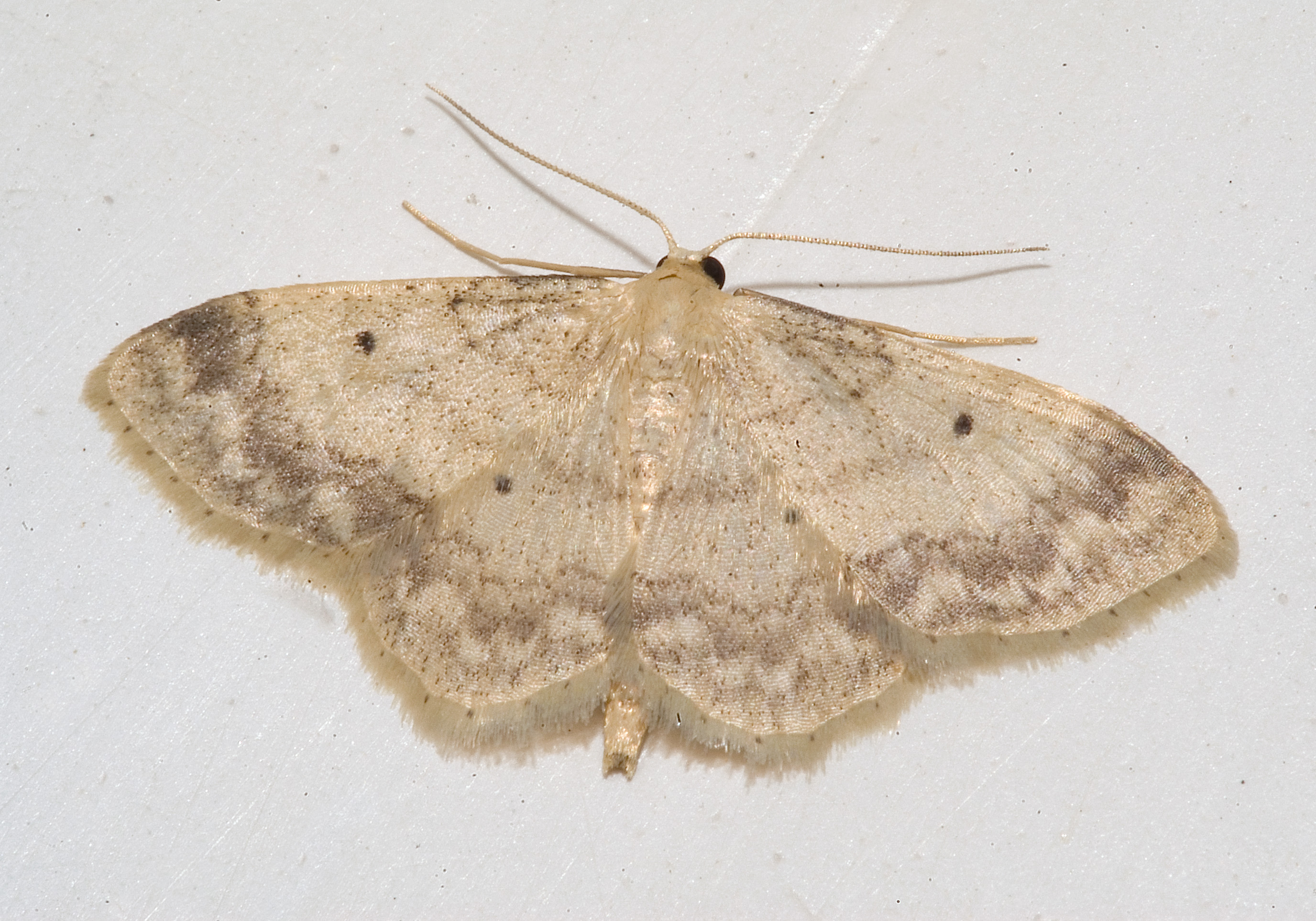
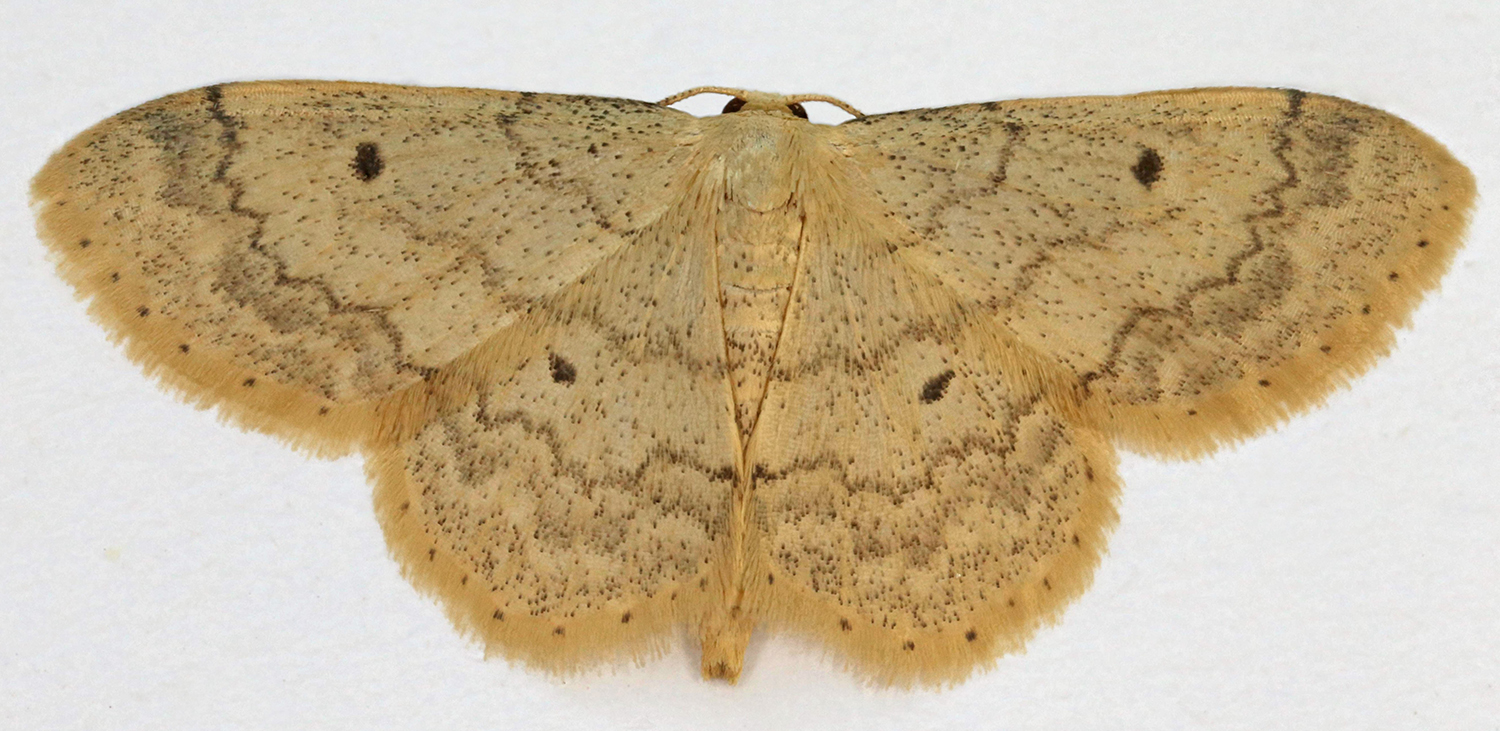
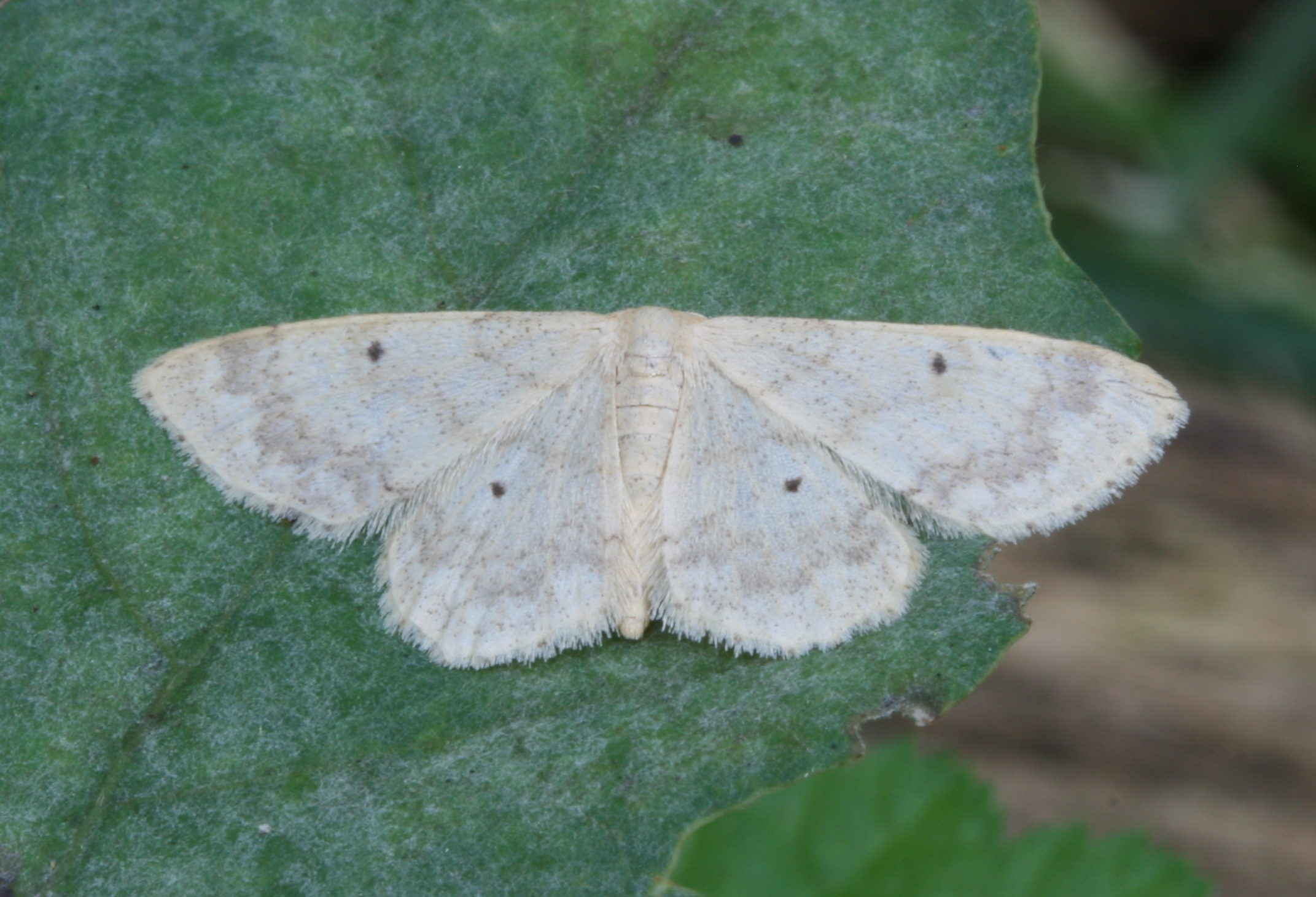